# Абельсон, Гарольд
Гарольд (Хэл) Абельсон (англ. Harold «Hal» Abelson; род. 26 апреля 1947) — профессор электротехники и компьютерных наук в Массачусетском технологическом институте (MIT Electrical Engineering and Computer Science Department), член Института инженеров электротехники и электроники (англ. Institute of Electrical and Electronics Engineers, IEEE), и директор-основатель Creative Commons и Free Software Foundation.

## Образование
Абельсон получил степень бакалавра искусств в Принстонском университете и степень доктора философии по математике в Массачусетском технологическом институте под руководством математика Денниса Салливана.

## Работа
Абельсон имеет давнюю заинтересованность в использовании вычислений в качестве концептуальной основы обучения. Он руководил первой реализацией языка программирования Лого для Apple II, который сделал язык широко представленным на персональных компьютерах, начиная с 1981 года; и опубликовал широко продаваемую книгу о Лого в 1982 году. Его книга Turtle Geometry, написанная совместно с Андреа диСесса (Andrea diSessa) в 1981 году, представила вычислительный подход к геометрии, который приводится в качестве «первого шага в революционном изменении всего процесса преподавания/обучения». В марте 2015 года копия книги была продана на первом в мире аукционе компьютерных алгоритмов.
Совместно с Джеральдом Джеем Сассманом Абельсон разработан вводный курс информатики в MIT, где изучаются основные концепции, структура и интерпретация компьютерных программ. Курс организован вокруг идеи, что язык программирования — это, прежде всего, формальная среда для выражения идей в области методологии, а не просто инструмент для выполнения операций. Эта работа, вместе с учебником с таким же названием, видеозаписями их лекций, а также доступности на персональных компьютерах языка Scheme — диалекта Lisp (используется в преподавании курса), оказала значительное влияние на преподавание компьютерных наук в университетах по всему миру.
Он является приглашённым преподавателем в Google, где он является частью команды «App Inventor для Android», образовательной программы, разработанной с целью научить людей писать приложения для мобильных телефонов. Он вместе с Дэвидом Уолбером, Эллен Спиртус и Лиз Луни является соавтором книги о App Inventor, опубликованной O’Reilly Media в 2011 году.

## Свободное движение программного обеспечения
Абельсон и Сассмен также были частью движения свободного программного обеспечения, в том числе работали в Совете директоров Фонда свободного программного обеспечения.
Проект MIT OpenCourseWare был создан по инициативе Абельсона.

## Награды и премии
- Один шести стипендиатов Массачусетского технологического института в 1992 году, в знак признания его значительного и устойчивого вклада в преподавание и высшее образование[6]
- 1992 год — премия Бозе[6]
- В 1995 получил премию Тейлора Л. Бута от IEEE Computer Society за постоянный вклад в педагогику и преподавание информатики[8]
- В 2011 получил премию Karl V. Karlstrom Outstanding Educator Award за «вклад в вычисления образование, через его инновационные достижения в учебных программах, предназначенных для студентов, обучающихся различным видам вычислительной экспертизы, и за его лидерство в движении за открытые образовательные ресурсы»[4].
- 2012 году получил премию SIGCSE (акроним от Special Interest Group on Computer Science Education) от ACM за выдающийся вклад в образование в сфере информатики[9]